# سیلویا گری
سیلویا گری (۱۸۶۶–۱۹۵۸) بازیگر و رقصنده انگلیسی بود که بیشتر به خاطر بازی در فیلم بورلسک در یادها مانده‌است. او در ابتدای کارش تعدادی از نقش‌های کوچک را در تئاتر وودویل ایفا کرد.